# 南小桃
南 小桃（みなみ こもも、2003年3月10日 - ）は、日本の女子プロレスラー。福岡県福岡市出身。マリーゴールド所属。

## 所属
- マリーゴールド（2024年 - ）

## 来歴
2023年2月17日、スターダム後楽園ホール大会にて上田華子（のちのHANAKO）、石黒さくら（のちのさくらあや）と共にリング上で紹介され、3月25日の横浜武道館大会でのデビューが発表される。3月7日には葉月相手にデビュー戦を行うことが発表されるが、20日に負傷のため延期となることが発表され、そのままデビューすることなく団体を去り福岡に戻る。
2024年4月15日に新団体マリーゴールド設立が発表されると再上京し練習生として入団し、20日に行われた合同練習に参加。5月1日には団体公式のXで他の練習生3人と共に紹介され、11日から2日にわたって行われた強化合宿にも参加。5月20日の後楽園ホールでの旗揚げ戦では試合前に練習生として紹介を受ける。6月1日の大阪・176BOX大会でリングに上がり、MIRAI相手にデビューする事が発表される。
2024年6月11日、後楽園ホール大会の第1試合で念願のデビュー戦を行い、MIRAI相手に健闘するも14分1秒、サソリ固めで敗れた。
2024年10月14日、渋谷区スポーツセンター大会の第1試合で勇気みなみ相手にシングルマッチを行い、逆さ押さえ込みを切り返し6分41秒、エビ固めで3カウントを取り自力初勝利を飾った。